# Arthur Moses
Arthur Moses (ur. 3 marca 1973 w Akrze) – ghański piłkarz występujący na pozycji napastnika.

## Kariera klubowa
Moses karierę rozpoczynał w 1991 roku w zespole Asante Kotoko. W 1992 roku zdobył z nim mistrzostwo Ghany. W tym samym roku odszedł do nigeryjskiego Stationery Stores. Z nim z kolei wywalczył mistrzostwo Nigerii, także w 1992 roku. W 1993 roku przeszedł do niemieckiej Fortuna Düsseldorf z Oberligi Nordrhein. W 1994 roku awansował z zespołem do 2. Bundesligi. W Fortunie spędził jeszcze rok.
W 1995 roku Moses odszedł do francuskiego SC Toulon, grającego w Championnat National. W 1996 roku awansował z nim do Division 2. Rok później został graczem pierwszoligowego Olympique Marsylia. W 1999 roku dotarł z nim do finału Pucharu UEFA, w którym Olympique uległ 0:3 Parmie.
W 2000 roku Moses przeniósł się do drugoligowego Nîmes Olympique. Jego barwy reprezentował przez 1,5 roku. Następnie, na początku 2002 roku wyjechał do Zjednoczonych Emiratów Arabskich, gdzie został graczem klubu Al-Ain FC. W tym samym roku zdobył z nim mistrzostwo kraju. Po tym sukcesie odszedł do Asz-Szabab Dubaj, gdzie w 2004 roku zakończył karierę.

## Kariera reprezentacyjna
W reprezentacji Ghany Moses zadebiutował w 1994 roku. W 1998 roku został powołany do kadry na Puchar Narodów Afryki. Nie zagrał jednak na nim w żadnym meczu, a Ghana zakończyła turniej na fazie grupowej.
W latach 1994–1999 w drużynie narodowej rozegrał łącznie 7 spotkań i zdobył 3 bramki.